# تريفيرانتس
تريفيرانتس (الاسم العلمي: Trypherantis atelogramma) هي عثة من عائلة ضرسميات، وهي النوع الوحيد في جنس Trypherantis. وصفت من قبل إدوارد ميريك في عام 1907 وتم العثور عليها في الهند.
يبلغ طول جناحيها 24-26 مم. الأجنحة الأمامية مائلة إلى البياض مع جميع الأوردة تتميز بخطوط غير منتظمة من الريح الأسود، عفا عرليها الزمن على نطاق واسع نحو القاعدة وتتوقف فجأة بالقرب من الحواف الأخرى، خط الوريد المستعرض متوسع أكثر أو أقل. يوجد خط أسود متقطع حول القمة والنهاية. الأجنحة الخلفية لونها أبيض مائل إلى البرتقالي مع سلسلة نهائية من العلامات المغزلية.